# Daniel Pecqueur
Daniel Pecqueur (Rouen 28 april 1948) is een Franse schrijver van stripverhalen.
Pecqueur is al vanaf het begin van de jaren tachtig een succesvol schrijver van stripverhalen. Hij deed een kunstopleiding en werkte een tijdlang als autocoureur. Na een ongeluk op een circuit in Frankrijk stopte hij met racen en begon met het schrijven van stripverhalen. Zijn eerste succesvolle stripverhaal Carval  werd getekend door Formosa, daarna volgde Thomas Noland met tekenaar Franz. Voor Nicolas Malfin bedacht hij de verhalen voor de sciencefiction-serie Golden City, waarvan inmiddels vijftien delen verschenen.

## Biografie
- Angela met Olivier Vatine, 2007
- Arctica met Bojan Kovacevic, 2007 - 2021
- Cyberwar met Denys, 2018 - 2021
- Golden City met Nicolas Malfin, 1999 - 2021
- Golden Cup met Alain Henriet, 2003 -2015
- Hoog water met Jean-Pierre Gibrat, 1996
- Tao Bang met Fred Blanchard en Didier Cassegrain
- Thomas Noland met Franz Drappier, 1984 - 1998
- XIII Mystery, 2018